# Mehmet V
Mehmet V Reşat (Istanboel, 2 november 1844 – aldaar, 3 juli 1918) was de 35e sultan van het Osmaanse Rijk en volgde in 1909 zijn oudere broer Abdülhamit II op, nadat deze door een revolutie van de Jonge Turken was afgezet.
Tijdens het bewind van Mehmet V hadden verschillende oorlogen plaats die allemaal in het nadeel uitvielen van het Osmaanse Rijk. In de Italiaans-Turkse Oorlog (1911-1912) veroverde de Italianen Libië en de Dodekanesos. In de Balkanoorlogen werden de Europese landen, die in het bezit van de Ottomanen waren, onafhankelijk. De laatste nadelige oorlog was de Eerste Wereldoorlog, die het begin van het einde van de Ottomaanse dynastie inluidde. Zelf was Mehmet V een zwakke heerser. De revolutie van de Jonge Turken had de kracht van de sultan gebroken en diens macht gekortwiekt. Het land was nu een constitutionele monarchie. Mehmet zelf had vrijwel niks te vertellen. Een staatsgreep op 23 februari 1913 zorgde voor een vervanging van het constitutionele bewind door een dictatuur van het driemanschap van Enver Pasja, Djemal Pasja en Talaat Pasja.
Op 1 februari 1916 werd Mehmed V tot generaal-veldmaarschalk van het Duitse Keizerrijk benoemd, en op 19 mei 1918 tot veldmaarschalk van Oostenrijk-Hongarije.
Mehmet V overleed op 3 juli 1918 in Istanboel kort na de ineenstorting van de Ottomaanse bondgenoten in de Eerste Wereldoorlog. Hij werd opgevolgd door zijn broer Mehmet VI.
Frederik Karel van Pruisen · Frederik III van Pruisen · Eberhard Herwarth von Bittenfeld · Karl Friedrich von Steinmetz · Helmuth von Moltke · Albert van Saksen · Albrecht von Roon · Edwin von Manteuffel · Leonhard von Blumenthal · George van Saksen · Albert van Pruisen · Albrecht van Oostenrijk · Frans Jozef I van Oostenrijk · Alfred von Waldersee · Gottlieb von Haeseler · Wilhelm von Hahnke · Walter von Loë · Arthur van Connaught en Strathearn · Carol I van Roemenië · Max von Bock und Pollach · Alfred von Schlieffen · Colmar von der Goltz · George V van het Verenigd Koninkrijk · Frederik August III van Saksen · Constantijn I van Griekenland · Paul von Hindenburg · Karl von Bülow · Frederik van Oostenrijk · August von Mackensen · Lodewijk III van Beieren · Willem II van Württemberg · Rupprecht van Beieren · Leopold van Beieren · Albrecht van Württemberg · Ferdinand I van Bulgarije · Mehmed V van het Ottomaanse Rijk · Franz Conrad von Hötzendorf · Karel I van Oostenrijk · Hermann von Eichhorn · Remus von Woyrsch · August van Württemberg